# 曾克
曾克（1917年4月14日—2009年12月11日），原名曾佩兰，笔名海牟、一可、田木峦等，女，河南太康人，中国作家，政协第一届全体会议代表。